# Heterostegane infusca
Heterostegane infusca är en fjärilsart som beskrevs av Claude Herbulot 1973. Heterostegane infusca ingår i släktet Heterostegane och familjen mätare. Inga underarter finns listade i Catalogue of Life.